# 若月惠
若月惠（日语：わかつき めぐみ，2月5日—），日本漫畫家。

## 經歷
若月惠出生於新潟縣，在石川縣金澤市成長，中學一年級時看了萩尾望都的《第11人》而開始接觸漫畫。高中時曾拜訪住在金泽市自家附近的漫畫家坂田靖子了解漫畫創作相關事務。
1982年以〈春咲きハプニング〉刊登於《LaLa》4月大增刊號出道。1990年作品《異次元少女》榮獲第21屆星雲賞的漫畫部門賞。